# Aeschropteryx marciana
Aeschropteryx marciana är en fjärilsart som beskrevs av Druce 1891. Aeschropteryx marciana ingår i släktet Aeschropteryx och familjen mätare. Inga underarter finns listade i Catalogue of Life.